# Marek Majka
Marek Dariusz Majka (ur. 5 stycznia 1959 w Gliwicach) – polski piłkarz i trener piłkarski, prawy pomocnik Górnika Zabrze w latach 80., wychowanek Piasta Gliwice. Po zakończeniu kariery został trenerem (w sezonie 2007/2008 prowadził klub Orlęta Radzyń Podlaski).